# Villaquirán de los Infantes
Villaquirán de los Infantes község Spanyolországban, Burgos tartományban. Villaquirán de los Infantes Villaldemiro, Pampliega, Villazopeque, Los Balbases és Tamarón községekkel határos. Lakosainak száma 138 fő (2024).

## Népesség
A település népessége az utóbbi években az alábbiak szerint változott:
| Lakosok száma | 202  | 187  | 165  | 171  | 162  | 152  | 144  | 158  | 151  | 138  |
|               | 2001 | 2004 | 2006 | 2009 | 2011 | 2014 | 2016 | 2019 | 2021 | 2024 |